# 大學峰
大學峰（英語：University Peak），是南極洲的山峰，位於維多利亞地的斯科特海岸，由英國南極研究計劃命名，以地質學家命名，現時由南極條約體系管理。